# موروا، بوتسوانا
موروا، بوتسوانا (به لاتین: Morwa) یک منطقهٔ مسکونی در بوتسوانا است که در ناحیه کگاتلنگ واقع شده‌است. موروا ۲٬۶۹۶ نفر جمعیت دارد.